# هوغو سبير
هوغو سبير هو ممثل ومخرج إنجليزي ولد في 17 مارس 1968.

## روابط خارجية
هوغو سبير على موقع IMDb (الإنجليزية)
- هوغو سبير على موقع ألو سيني (الفرنسية)
- هوغو سبير على موقع أول موفي (الإنجليزية)
- هوغو سبير على موقع قاعدة بيانات الأفلام السويدية (السويدية)
- هوغو سبير على موقع قاعدة بيانات الفيلم (الإنجليزية)
- هوغو سبير على موقع كينوبويسك (الروسية)